# Weili Dai

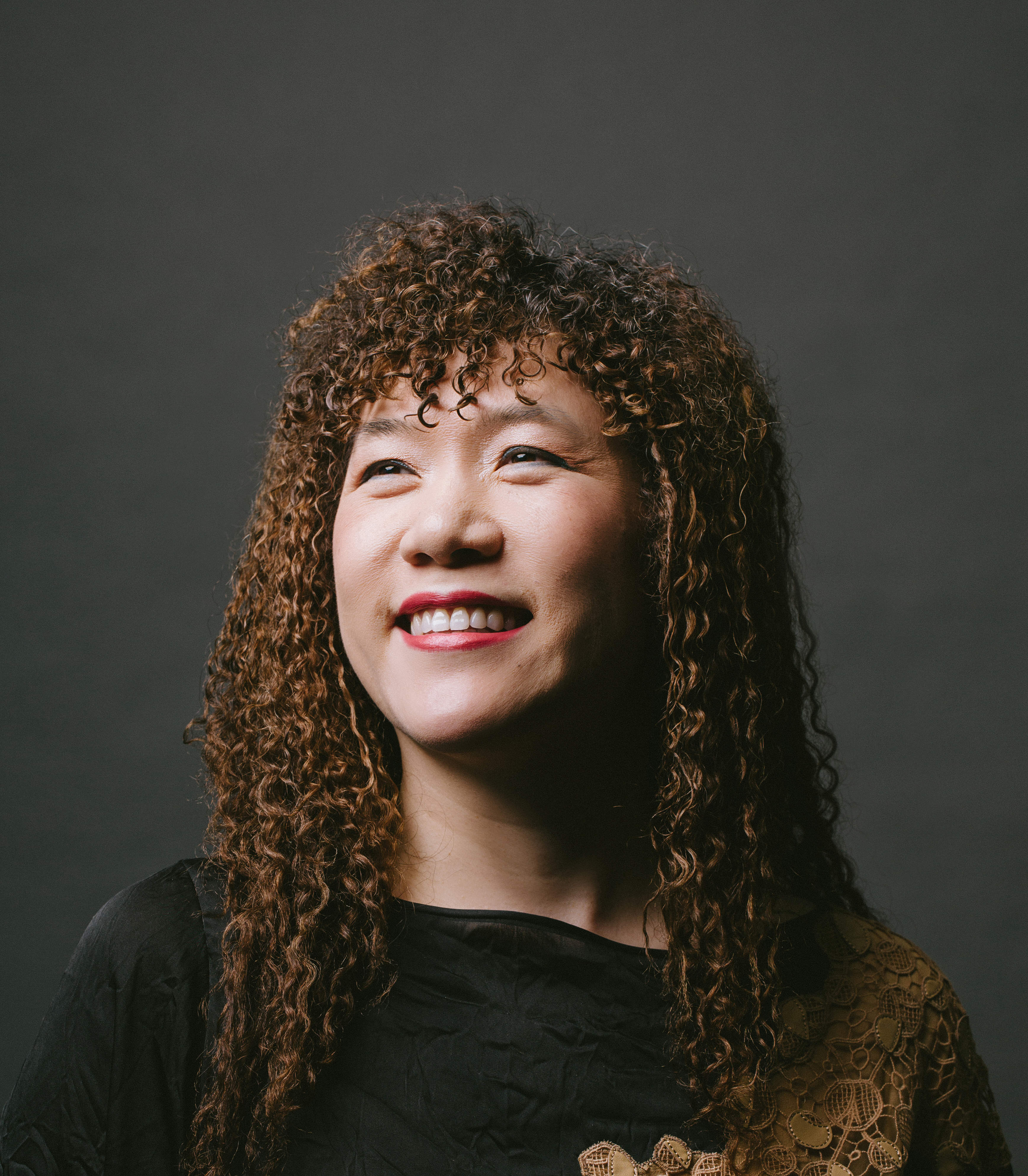
Weili Dai em 2015

Weili Dai (chinês tradicional: 戴偉立, chinês simplificado: 戴伟立, pinyin: Dài Wěilì) é uma empresária estadunidense nascida na China. Ela é co-fundadora, ex-diretora e ex-presidente do Marvell Technology Group. Dai é uma empresária de sucesso, e é a única mulher co-fundadora de uma grande empresa de semicondutores. Em 2015, ela foi listada como a 95ª mulher mais rica do mundo pela Forbes. Seu patrimônio líquido estimado é de US $ 1,6 bilhão, em dezembro de 2021.

## Vida pregressa
Dai nasceu em Xangai, na China, onde jogou basquete semi-profissional antes de se mudar para os EUA aos 17 anos. Ela é bacharel em ciência da computação pela Universidade da Califórnia, Berkeley.

## Carreira
Dai estava envolvido no desenvolvimento de software e gerenciamento de projetos no Canon Research Center America, Inc. Dai co-fundou a empresa americana de semicondutores Marvell, em 1995, com seu marido Sehat Sutardja. Ela dirigiu a ascensão da Marvell para se tornar uma grande empresa. Enquanto na Marvell, Dai trabalhou em parcerias estratégicas, e comercializou a tecnologia da Marvell para uso em produtos em vários mercados. Dai também trabalha para aumentar o acesso à tecnologia no mundo em desenvolvimento e serviu como embaixador de oportunidades entre os EUA e a China. Dai atuou como diretor de operações, vice-presidente executivo e gerente geral do Communications Business Group da Marvell. Ela foi secretária corporativa do conselho e diretora do conselho da Marvell Technology Group Ltd.
A Dai promoveu parceria com o programa One Laptop Per Child (OLPC) e mulheres nas áreas de ciência, tecnologia, engenharia e matemática (STEM).
Ela faz parte do conselho da organização de ajuda a desastres, Give2Asia, e foi nomeada para um comitê de 100 representantes dos sino-americanos. O Sutardja Dai Hall em sua alma mater, UC Berkeley, foi nomeada para Dai junto com seu marido Sehat Sutardja, CEO da Marvell e Pantas Sutardja, CTO da Marvell. O Sutardja Dai Hall abriga o Centro de Pesquisa em Tecnologia da Informação no Interesse da Sociedade (CITRIS). Em 2015, Dai foi nomeada para o conselho de administração da Global Semiconductor Alliance (GSA), Dai é membro do comitê executivo do TechNet.

## Prêmios
A Newsweek nomeou Dai uma das "150 Mulheres que Abalam o Mundo". Ela foi perfilada pela CNN International para a Leading Women Innovator Series. Em 2004, Dai recebeu o prêmio EY Entrepreneur of the Year. Em 12 de maio de 2012, Dai tornou-se a primeira palestrante feminina na Faculdade de Engenharia da UC Berkeley. Em 22 de agosto de 2012, Dai estava na lista da Forbes das "100 mulheres mais poderosas do mundo". Em outubro de 2012, ela recebeu um prêmio da organização sem fins lucrativos Upwardly Global . Em março de 2013, Dai foi homenageada com o prêmio Silicon Valley Entrepreneur of the Year na categoria Established Corporation pelo Chinese Institute of Engineers/USA- San Francisco Bay Area Chapter.
Em 23 de maio de 2013, Dai ficou em 88º lugar na lista da Forbes das "Mulheres mais poderosas do mundo". Em 12 de junho de 2013, Dai foi nomeada uma das mulheres mais influentes de 2013 em Embedded. Em 25 de outubro de 2013, Dai foi homenageada com o Prêmio New Silk Road pelo Conselho Empresarial Califórnia-Ásia. Em 13 de novembro de 2013, Dai recebeu o Gold Stevie Award de Mulher do Ano – Tecnologia. Em 16 de dezembro de 2013, os cofundadores da Marvell, Dr. Sehat Sutardja e Weili Dai, foram homenageados com o Prêmio de Liderança Exemplar Dr. Morris Chang 2013 pela Global Semiconductor Alliance.
Em 28 de maio de 2014, Dai foi nomeada para a lista de mulheres mais poderosas da Forbes. Em 8 de setembro de 2014, Dai foi homenageada com um prêmio Gold como a "Melhor Mulher Profissional do Ano" no Golden Bridge Awards de 2014. Em 17 de novembro de 2014, Dai recebeu um prêmio Stevie em 2017. Em 2014, Dai recebeu o prêmio Women World.
Em 26 de maio de 2015, Dai foi nomeada a 95ª mulher mais poderosa do mundo pela Forbes, seu quarto ano consecutivo na lista da Forbes das "Mulheres mais poderosas do mundo". Em 5 de agosto de 2015, Dai recebeu um reconhecimento Gold como "Executivo de Tecnologia do Ano" do International Best in Biz Awards de 2015. Em 2015, Dai recebeu o prêmio "Keepers of the American Dream" pelo Fórum Nacional de Imigração e pelo Fundo de Ação do Fórum Nacional de Imigração.

## Controvérsias
Em 2008, a empresa e sua então diretora de operações – e único membro de seu “comitê” de opções de ações durante o período em questão – Weili Dai pagou multas à Securities and Exchange Commission por acusações de falsas informações financeiras a investidores ao retroceder indevidamente as concessões de opções de ações aos funcionários, totalizando US$ 10 milhões e US$ 500.000, respectivamente. Dai foi forçada a deixar o cargo de vice-presidente executiva, diretora de operações e diretora, mas foi autorizada a continuar na empresa em um cargo não-administrativo.
Em 2016, Dai e seu marido, Sehat Sutardja, foram demitidos do Marvell Technology Group, a empresa que eles cofundaram, após meses de investigação sobre uma possível fraude contábil. A investigação não encontrou fraudes, no entanto, descobriu que havia pressões significativas da administração para atingir as metas de receita e que os controles internos não foram totalmente seguidos e algumas receitas foram registradas prematuramente.

## Vida pessoal
Ela é casada com Sehat Sutardja. O casal tem dois filhos. Eles se mudaram para Las Vegas, Nevada, EUA, depois de serem demitidos da Marvell.